# Tribalus pinsapo
Tribalus pinsapo är en skalbaggsart som beskrevs av Miłosz A. Mazur 1979. Tribalus pinsapo ingår i släktet Tribalus och familjen stumpbaggar. Inga underarter finns listade i Catalogue of Life.